# Montbré
Montbré ist eine französische Gemeinde mit 380 Einwohnern (Stand: 1. Januar 2022) im Département Marne in der Region Grand Est. Sie gehört zum Arrondissement Reims und zum Kanton Mourmelon-Vesle et Monts de Champagne. 

## Geographie
Montbré liegt etwa sieben Kilometer südlich von Reims. Umgeben wird Montbré von den Nachbargemeinden Trois-Puits im Norden, Taissy im Osten, Rilly-la-Montagne im Süden, Villers-Allerand im Südwesten sowie Champfleury im Westen.

## Bevölkerungsentwicklung
| Jahr                       | 1962 | 1968 | 1975 | 1982 | 1990 | 1999 | 2006 | 2018 |
| Einwohner                  | 97   | 105  | 245  | 282  | 281  | 259  | 265  | 299  |
| Quellen: Cassini und INSEE |      |      |      |      |      |      |      |      |

## Sehenswürdigkeiten

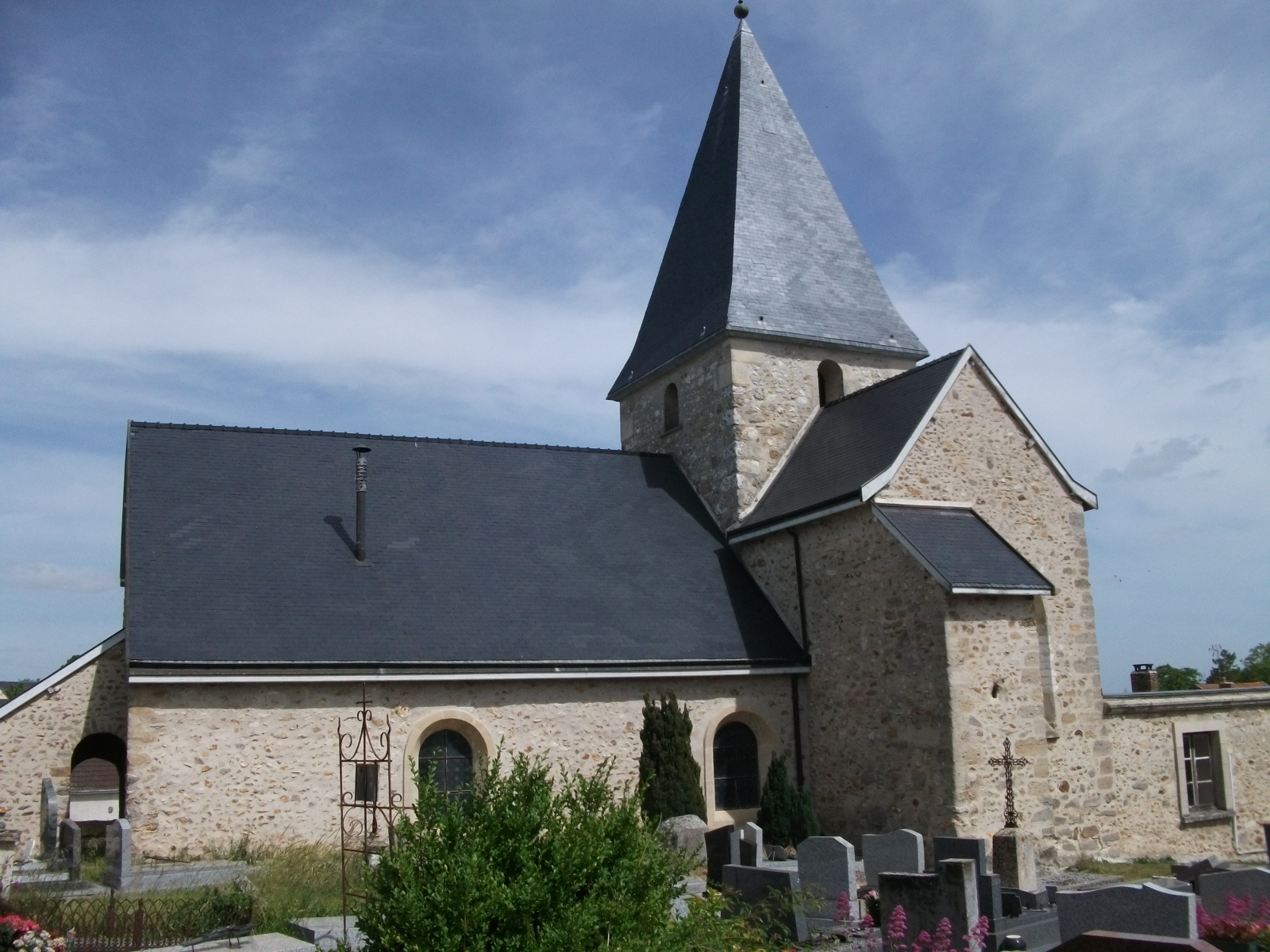
Kirche Notre-Dame-en-Vaux
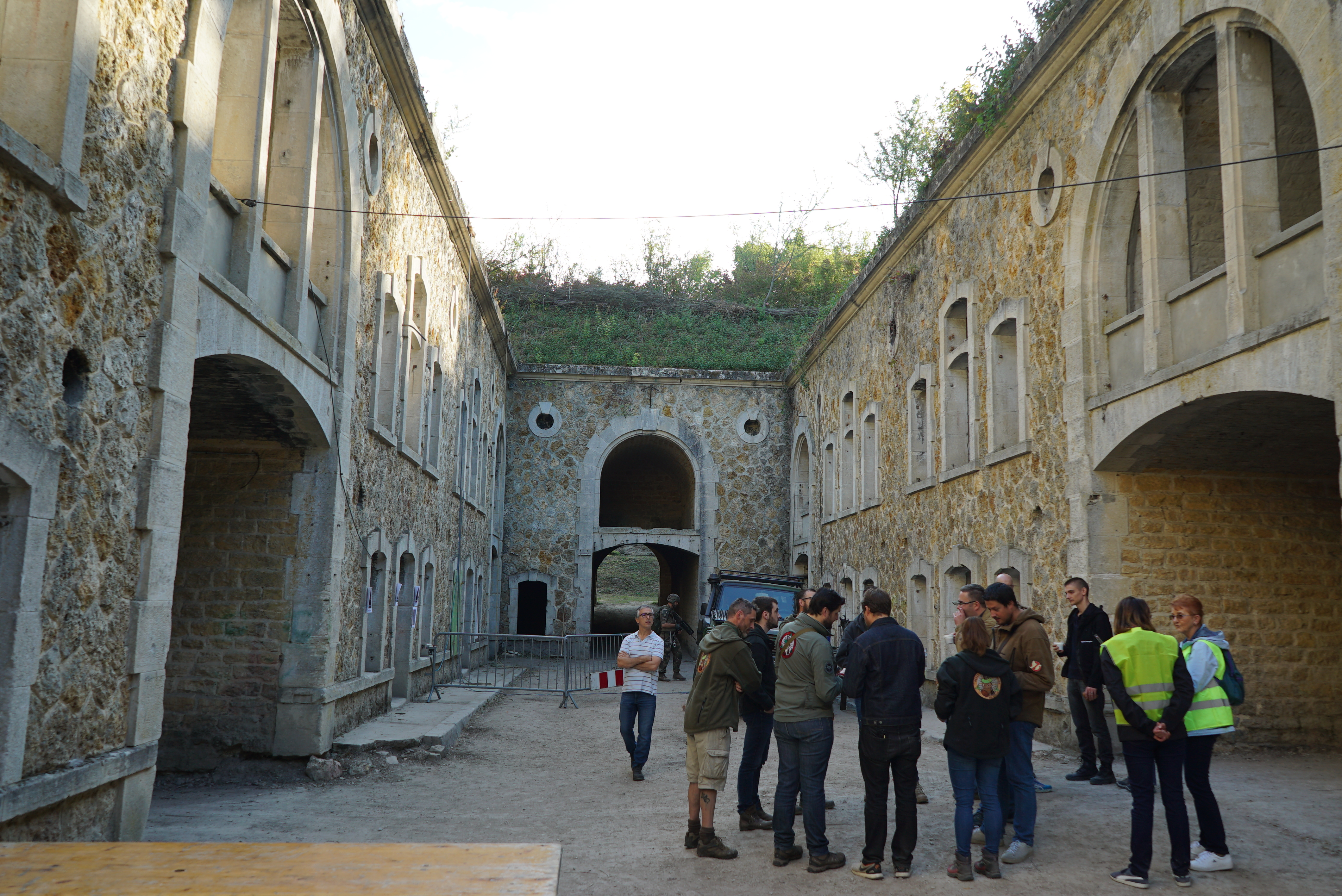
Festung Montbré

- Kirche Notre-Dame-en-Vaux
- Festung Montbré